# Städtischer Friedhof Goch

Die Friedhofshalle in Goch mit angeschlossener Friedhofskapelle

Der Städtische Friedhof am Greversweg in Goch wurde 1905 als evangelischer Friedhof gegründet, dem sich 1912 ein katholischer Friedhof anschloss. Nach Erweiterungen im Laufe der Jahre umfasst er heute eine Gesamtfläche von 11 ha. Seit 1973 werden die Bestattungen unabhängig von der Religionszugehörigkeit vorgenommen.

## Friedhof auf dem Liebfrauenkamp (1822–1957)
Nachdem der Kirchhof der Pfarrkirche St. Maria Magdalena als Friedhof aufgegeben wurde, wurde am 24. Februar 1822 ein katholischer Friedhof außerhalb des Frauentores (Kreuzung Greversweg/Gaesdoncker Straße) eingesegnet. Nach einer Sammlung wurde im Sommer 1857 eine Kapelle errichtet, diese wurde 1883 restauriert und im Zweiten Weltkrieg zerstört. Zusätzlich zu der Kapelle wurden eine Totengräberwohnung errichtet und ein Leichenkarren angeschafft. Der Friedhof wurde 1957 geschlossen und wurde 1973, als er vollkommen verwildert und unbenutzbar war, zu einer 4000 m² großen Park- und Rasenfläche umgestaltet. Nur die Grabsteine der Gocher Familien Fonck und van den Bosch sowie der Ehrenbürgerfamilien Schlüpers, Janssen und Kampkes blieben stehen und wurden harmonisch in die Gesamtfläche eingefügt.

## Friedhof am Greversweg (ab 1905)
1905 wurde ein evangelischer Friedhof am Greversweg angelegt. 7 Jahre später – 1912 – wurde daneben auch ein katholischer Friedhof angelegt, der im November 1913 eingeweiht wurde. Der Friedhof wurde in den Jahren 1949, 1957 und 1970 erweitert und kommt heute auf eine Gesamtfläche von 11 ha. Der Kalvarienberg auf dem Friedhof wurde 1972 umgestaltet. Ursprünglich stand ein von Ferdinand Langenberg geschaffenes Monument auf dem Kalvarienberg am Rande des Friedhofes, allerdings war der Kalvarienberg durch die Erweiterungen in den Mittelpunkt gerückt. Das monströse Steingebilde von Ferdinand Langenberg wurde entfernt und durch ein schlichtes Holzkreuz ersetzt. Als sich diese Gelegenheit bot, wurden auch die Geistlichen, die auf dem alten Friedhof beigesetzt waren, umgebettet. Durch einen Beschluss des Gocher Stadtrates wurde am 14. Juni 1973 die Aufteilung des Stadtfriedhofes nach Glaubenszugehörigkeit aufgehoben und von da an wurden die Bestattungen unabhängig von der Religionszugehörigkeit vorgenommen. Die neue Friedhofshalle wurde am 4. März 1992 eingeweiht. Diese befindet sich auf dem neuen Teil des Friedhofes mit Zufahrt von der Hülmer Straße. Die Friedhofshalle ist achteckig und das Dach hat die Form einer Pyramide.